# فائض مكتسب

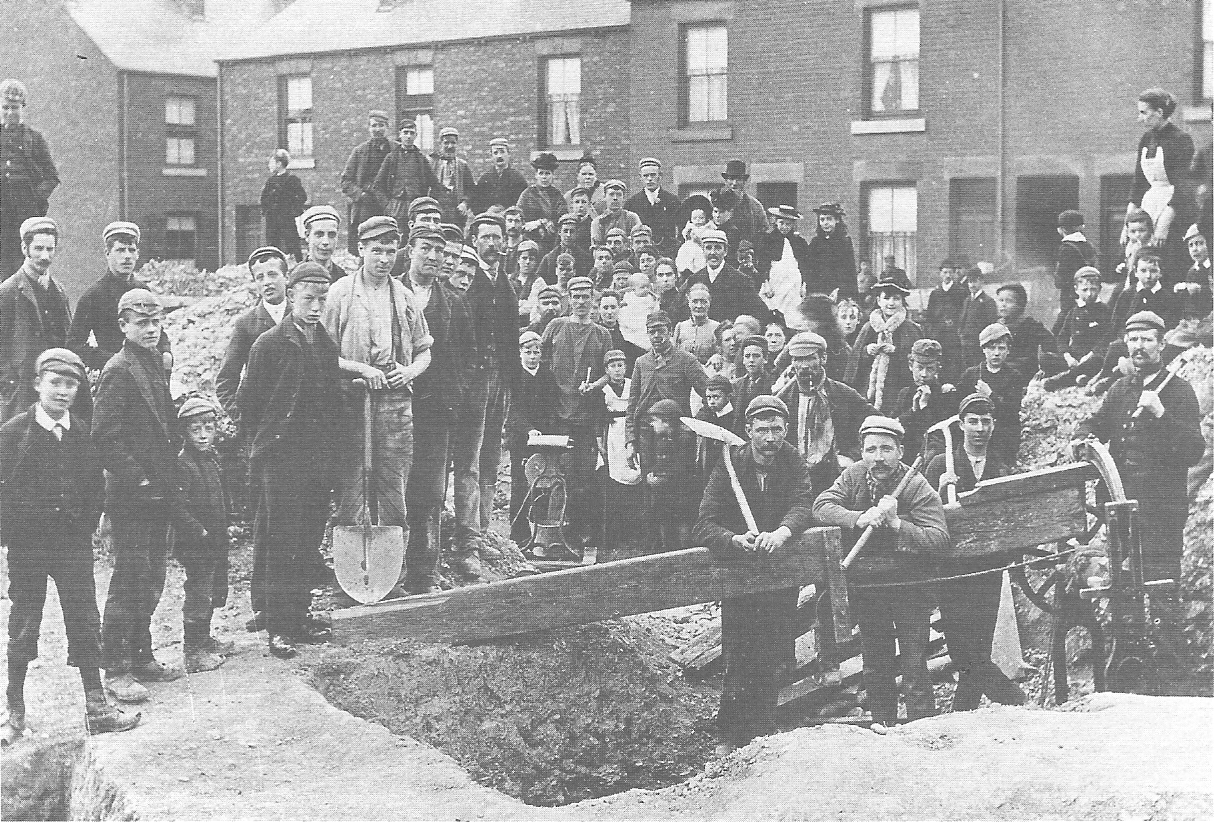

فائض مكتسب أو «الأرباح المبقاة» أو «الفائض المتبقي»، في الاقتصاد (بالإنجليزية:Undistributed Profits أو earned surplus) هو جزء من الأرباح الصافية التي تحتفظ بها الشركة دون توزيعها على المساهمين على شكل حصص أرباح أو دون إضافتها إلى رأسمال الشركة بغرض زيادة رأس المال. يستغل ذلك الجزء من الأرباح الصافية - أي بعد دفع الضرائب - التي حققتها الشركة وتجمعت طوال عمر الشركة في نشاطها الاستثماري، ويمكن الصرف منها على العوائد السنوية للمساهمين في السنوات قليلة الأرباح أو تشكل احتياطيا كالتزامات ضرائبية مستقبلة.

## تعريف
الأرباح المبقاة هي الأرباح التي تعيد الشركة استثمارها بدلاً من توزيعها كأرباح على حملة الأسهم. وتظهر الأرباح المبقاة في ميزانية الشركة العمومية تحت بند حقوق المساهمين، وقد يشار إليها أحياناً بالفائض المتبقي.

## اقرأ أيضاً
- الحد الأدنى للعائد
- معدل الفائدة السنوي
- مركز مربح
- مركز تكلفة
- مركز استثماري
- نظارة الحسابات
- تخصيص الأموال
- حجم الأعمال (اقتصاد)
- عوائد ريع
- الأرباح قبل الفوائد والضرائب